# Réginald Garrigou-Lagrange
Pour les articles homonymes, voir Garrigou et Lagrange.
 (février 2013).
Si vous disposez d'ouvrages ou d'articles de référence ou si vous connaissez des sites web de qualité traitant du thème abordé ici, merci de compléter l'article en donnant les références utiles à sa vérifiabilité et en les liant à la section « Notes et références ».
Gontran Garrigou-Lagrange, en religion frère Réginald Garrigou-Lagrange, né le 21 février 1877 à Auch (Gers) et mort le 15 février 1964 à Rome, est un théologien dominicain français. Penseur du néothomisme, il est connu pour avoir combattu philosophiquement et théologiquement le modernisme dans l'Église catholique. Il est l'auteur de plus de 500 livres et articles. Il fut l'un des adversaires les plus déterminés de la Nouvelle Théologie.

## Biographie
Prénommé Gontran à l'état civil, Garrigou-Lagrange est né à Auch le 21 février 1877. Il est le fils de François Garrigou-Lagrange (1844-1915), contrôleur des contributions directes, et de Clémence Lasserre (1854-1942), apparentée à l'historien de Lourdes Henri Lasserre. Il est également le petit-neveu du chanoine Maurice Garrigou (1766-1852).
Au gré des affectations de son père, le jeune Gontran suit ses études classiques à La Roche-sur-Yon, à Nantes puis à Tarbes, où il échoua au premier baccalauréat.
Devenu bachelier, il s'inscrit à la faculté de médecine de Bordeaux, où il reste deux ans. À la suite de son retour au catholicisme, il entre au noviciat dominicain d'Amiens en 1897 : il y prend le nom religieux de frère Réginald, en l'honneur du bienheureux Réginald d'Orléans. En 1904, à la demande de ses supérieurs, il part étudier à la Sorbonne. Il y suit les cours de Bergson, Brochard et rencontre Maritain. Il correspond aussi avec le père Gardeil qui assure sa formation théologique. En 1905, il est professeur d'histoire de la philosophie au Saulchoir de Kain. De 1909 à 1918, il est nommé professeur à l'Angelicum de Rome. Il étudie alors la Somme théologique et ses commentaires classiques. Il assure aussi un cours de théologie mystique et un autre sur le commentaire thomasien de la Métaphysique d'Aristote. En 1917, avec les encouragements du pape Benoît XV, il fonde la première chaire de théologie spirituelle dans l’Église, qu'il garde jusqu’à Noël 1959.
De son long enseignement sont issues ses œuvres de théologie spirituelle, compilant la pensée de Thomas d'Aquin et de Jean de la Croix. Chaque année, il prêche des retraites pendant ses vacances en Europe ou en Amérique et collabore régulièrement à La Vie spirituelle. En 1937, il est nommé qualificateur au Saint-Office. Durant la Seconde Guerre mondiale, il rentre en France avec des confrères français sur l’ordre du maître général le père Gillet. Il ne peut retourner à Rome qu’en octobre 1941. Pendant ce temps, il donna des cours de dogmatique aux dominicains enseignants dont le studium est implanté à Courbevoie.
Il enseigne la théologie dogmatique de 1959 à 1964. Jean XXIII le nomme conseiller de la Commission centrale préparatoire du futur concile Vatican II mais sa santé défaillante ne lui permet pas d'accepter. Il meurt à Rome le 15 février 1964.

## Théologie mystique
Dans ses grands traités spirituels (Perfection chrétienne et contemplation (1923), L'Amour de Dieu et la Croix de Jésus (1929), La Providence et la Confiance en Dieu, Fidélité et Abandon (1932), Les Trois Âges de la vie intérieure (1938)), il s'oppose à la position répandue à l'époque qui privilégie la nécessité de l'ascèse. Garrigou-Lagrange réhabilite les purifications passives et insiste sur l'importance de l'abandon de l'âme à Dieu, dont les vertus purifiantes et béatifiantes sont inhérentes à l'ordre mystique. Cette position suit les grandes lignes de la théologie mystique de Jean de la Croix, qu'il enseigne à partir de 1917. Plus tard, il dirigera d'ailleurs la thèse de théologie de Karol Wojtyła, le futur Jean-Paul II, basée sur la comparaison de Jean de la Croix et Thomas d'Aquin. Le rapprochement entre théologie dogmatique et mystique est caractéristique de cette partie de son œuvre.

## Prises de position
Garrigou-Lagrange se caractérise par son soutien à l'Action française ainsi qu'à la politique du régime de Vichy. En 1941, il fait l'éloge du collaborationnisme dans une lettre à son ancien disciple Jacques Maritain, définissant Pétain comme le « père de la patrie », doté d'un « bon sens à la limite du génie ».
En 1942, il joue de son influence pour faire condamner le livre  Une école de théologie : le Saulchoir du dominicain Marie-Dominique Chenu (1937) et pour l'inscrire à l'Index Librorum Prohibitorum du Vatican,,.
Après la guerre, il exprime ses positions philosophiques dans sa Synthèse thomiste (1946). Très conservatrices, elles condamnent la Nouvelle Théologie.
Du thomisme, il ne retient que les commentaires classiques (Sylvestre de Ferrare, Cajetan, Vitoria), en ignorant Francisco Suárez et les commentateurs modernes. Dans Le Sens commun (1909), il montre que le sens commun ou la raison naturelle est une philosophie rudimentaire de l'être, opposée à la philosophie du phénomène et à celle du devenir, que l'objet formel, premier et adéquat du sens commun est l'être et les premiers principes qu'il implique. Il critique la position de Le Roy et Bergson au nom de l'immuabilité absolue des premiers principes de la raison.
Dans Dieu, son existence, sa nature, il reprend cette étude par rapport aux preuves classiques de l'existence de Dieu. Il tente de faire découler aussi rationnellement que possible les preuves de l'existence de Dieu de l'étude des premiers principes comme le principe d'identité, de raison d'être et de causalité dont il souligne la double valeur ontologique et transcendantale et la dépendance à l'égard du principe suprême. Il en déduit, contre l'agnosticisme, la démontrabilité de l'existence de Dieu.

## Ouvrages publiés
- Le Sens commun, la philosophie de l'être et les formules dogmatiques, suivi d'une étude sur la valeur de la critique moderniste des preuves thomistes de l'existence de Dieu, Paris, G. Beauchesne, 1909, XXX-311 p., In-16 (lire en ligne)
- Saint Thomas et le néomolinisme : à propos d'une nouvelle mise en valeur de la théorie moliniste de la science moyenne ; réponse au R. P. d'Alès S. J., 1917, 47 p.
- Les Preuves de Dieu rattachées au principe de la non-contradiction, Paris, Beauchesne, 1910, 240 p., In-16
- Dieu, son existence et sa nature. Solution thomiste des antinomies agnostiques, Paris, G. Beauchesne, 1919, 3e éd.
- Les Perfections divines, Paris, G. Beauchesne, 1920, 326 p.
- Les Perfections divines. Extrait de l'ouvrage Dieu, son existence et sa nature, Paris, G. Beauchesne, 1920, 2e éd., 26 p., In-8
- Theologia fundamentalis secundum S. Thomae doctrinam. Pars apologetica. De revelatione per Ecclesiam catholicam proposita, Rome, F. Ferrari, 1921, 2e éd., In-8
  - De revelatione, t. I (lire en ligne)
  - De revelatione, t. II (lire en ligne)
- Le Sens commun. La Philosophie de l'être et les Formules dogmatiques, Mayenne, 1922, 3e éd., 391 p., In-16
- L'Appel des âmes antérieures à la contemplation, Ligugé, 1923, 419-539 p., In-8
- Perfection chrétienne et contemplation, selon saint Thomas d'Aquin et saint Jean de la Croix, Ligugé ; Saint-Maximin (Var), Édition de la vie spirituelle, 1923. In-8 ; T. Ier. 4e édition.. In-8, XIV-418-9 p. ; T. II 1re éd. 1923. Paginé 419 à 776, plus 124 p.
- La Vie de Jésus d'après Renan, Paris, Lecoffre, 1923, 144 p.
- Les Dominicaines de la Vierge. Veritas. Christo et Ecclesiae, Ligugé, 1924, 22 p., In-8
- Le sens commun: la philosophie de l'être et les formules dogmatiques, 1927, 391 p.
- Augmentation de la charité, Ligugé ; Saint-Maximin, Éditions de la "Vie spirituelle", 1925, 27 p., In-16
- L'Amour de Dieu et la Croix de Jésus: étude de théologie mystique, 1929, 917 p.
- In Memoriam. Un théologien apôtre, le P. Maître Edouard Hugon, professeur de dogme à l'Angelico, à Rome, Paris, Pierre Téqui, 1929, 37 p., In-16
- Le Réveil du modernisme: la philosophie du devenir ou de l'évolution créatrice peut-elle éviter le panthéisme ?, 1930, 32 p.
- Le Réalisme du principe de finalité, Bruges ; Paris, 1932, 368 p., In-18
- La Providence et la Confiance en Dieu. Fidélité et Abandon, Bruges, Paris, Desclée, 1932, 410 p., In-4 (lire en ligne)
- Les Trois Conversions et les Trois Voies, Les Éditions du Cerf, 1933, VI-194 p., Petit in-16 (lire en ligne)
- Le Sauveur et son amour pour nous, Éditions du Cerf, 1933, XII-473 p., In-16
- Le Sens du mystère et le clairobscur intellectuel. Nature et surnaturel, Desclée De Brouwer et Cie, 1934, 343 p., In-16
- La Prédestination des saints et la grâce. Doctrine de saint Thomas comparée aux autres systèmes théologiques, Bruges, Paris, 1936, 434 p., In-16
- Mère Françoise de Jésus, Fondatrice de la Compagnie de la Vierge (1877-1932). Abrégé de sa vie et extraits de ses écrits, Bruges, Desclée De Brouwer et Cie, 1937, 187 p., In-8
- De Deo uno : commentarium in primam partem S. Thomae, Paris, Desclée de Brouwer et Cie, 1938, 582 p., In-8°
- Traité de théologie ascétique et mystique. Les Trois âges de la vie intérieure, prélude de celle du ciel, t. I, Les Éditions du Cerf, 1938, XXIV-643 p., In-8
- Traité de théologie ascétique et mystique. Les Trois âges de la vie intérieure, prélude de celle du ciel, t. II, Les Éditions du Cerf, 1939, 887 p., In-8
- Conférence spirituelle donnée par le Révérend Père Garrigou-Lagrange, O.P. à la Congrégation de Notre-Dame de Montréal, 12 septembre 1939, 11 p.
- Dieu accessible à tous, preuve de son existence qui englobe toutes les autres depuis celle par le mouvement local jusqu'à celle par les fruits de la sainteté, Lyon, Paris, E. Vitte, 1941, 79 p., In-16
- La Mère du Sauveur et notre vie intérieure, Lyon, Les Éditions de l'Abeille, 1941, 389 p., In-16 (lire en ligne)
- Mère Marie-Alphonse, religieuse de N.-D. de Sion, 1859-1932, Lyon, Les Éditions de l'Abeille, 1943, 23 p., In-16Extrait de La Vie spirituelle, mai-juin 1942
- Les XXIV thèses thomistes : pour le 30e anniversaire de leur approbation, 1944, 16 p.
- La nouvelle théologie : où va-t-elle ?, 1946, 145 p.
- L'Assomption est-elle formellement révélée de façon implicite ?, 194?, 63 p.
- L'Éternelle vie et la profondeur de l'âme, Paris, Desclée, de Brouwer, 1949, 381 p., In-8° (lire en ligne)
- Dieu, son existence et sa nature, solution thomiste des antinomies agnostiques. 1re partie. L'Existence de Dieu, Paris, Beauchesne, 1950, 11e éd., 343 p., In-8° (lire en ligne)éditnio augmentée d'appendices sur la Motion divine et sur le Fondement de la distinction de puissance et acte selon St Thomas
- De virtutibus theologicis, commentarius in Summan Theologiam S. Thomae Ia IIae 62, 65, 68 et IIa IIal q. 1-46, Marietti, 1949, 584 p.
- De Deo uno: commentarium in primam partem S. Thomae, Desclée de Brouwer, 1950, 582 p.
- La Synthèse thomiste, Paris, Desclée de Brouwer, 1951, 739 p., In-16
- L'union du prêtre avec le Christ prêtre et victime : cours de théologie spirituelle pour les prêtres [« De unione sacerdotis cum Christo sacerdote et victima »] (trad. de l'original latin par le rév. père dom Émile Bertaud), vol. 1, Éd. Nuntiavit, 2010, 239 p.

## Articles
- Réginald Garrigou-Lagrange Réginald, « Cognoscens quodammodo fit vel est aliud a se », Revue néo-scolastique de philosophie, vol. 25e année, no 100,‎ 1923, p. 420-430 (DOI 10.3406/phlou.1923.2356, lire en ligne)
- autres articles